# Paul Kurtz
Paul Kurtz (Newark, Nova Jersey, 21 de desembre de 1925 - Amherst (Nova York), 20 d'octubre de 2012) fou un professor emèrit de Filosofia a la Universitat de Buffalo, més conegut pel seu paper prominent en la Comunitat  escèptica dels Estats Units.
Va ser el fundador i el president del comitè Per La Investigació escèptica (CSICOP), El Consell Per L'Humanisme Secular, el Centre de Recerca (CFI) i L'editorial Prometheus Books'.
, 
Va ser editor en cap de la revista Recerca Free, Una Publicació del Consell Humanisme Secular el paràgraf i copresident de la Unió Internacional Humanista i Ètica (IHEU). Membre de l'Associació Americana Per L'Avanç de la Ciència (AAAS), un Humanista llorejat i president de l'Acadèmia Internacional d'Humanisme. L'asteroide (6629) Kurtz SER nomenat en seu honor.

## Obra
Llista de Llibres en anglès de Paul Kurtz:
- Afirmacions: alegre i exuberància creativa Edició Revisada (Prometheus Books, 2005).
- Mitja-grafia: Una bibliografia de les obres de Paul Kurtz, cinquanta-un anys: 1952-2003 (Compilat Per Ranjit Sandhu i Matt Cravatta), Amherst, Nova York (Centre d'Investigació, 2004).
- Ciència i religió: Són compatibles ed, Amherst, NY, (Prometheus Books, 2003)? ..
- Escepticisme i Humanisme: El Nou Paradigma (New Brunswick, NJ: Transaction Books, octubre de 2001).
- Odyssey escèptics (Prometeu, 2001).
- Manifest Humanista 2000 (Prometeu, 2000).
- Abraçar el poder de l'humanisme (Lanham, Md: Rowman & Littlefield, JNE 2000).
- El Coratge de ser: Les virtuts de l'humanisme (Praeger / Greenwood, 1997).
- Cap a una nova Il·lustració: La filosofia de Paul Kurtz (Transaction, 1994).
- Desafiaments a la Il·lustració (amb Timothy J. Madigan, ed.) (Prometeu, 1994).
- L'escepticisme Nou: Investigació i coneixement fiable (Prometeu, 1992).
- Assajos filosòfics en naturalisme pragmàtic (Prometeu, 1991).
- Viure sense religió' (Prometeu, 1988).
- La construcció d'una comunitat mundial (Prometeu, 1988).
- Forbidden Fruit: L'ètica de l'humanisme (Prometeu, 1987).
- La temptació transcendental: una crítica de la religió i la Paranormal (Prometeu, 1986).
- Manual per un escèptic de la Parapsicologia (Prometeu, 1985).
- En defensa de l'Humanisme Secular (Prometeu, 1983).
- A Declaració humanista secular (Prometeu, 1980).
- Exuberància: Una Filosofia Positiva de la Vida (Prometeu, 1977).
- La Plenitud de la Vida (Horizon Books i Prometeu, 1974).
- L'alternativa humanista (Pemberton Llibres i Prometeu, 1973).
- Decisió i la condició de l'home (Universitat de Washington, 1965).